# Hans Zehetner (Handballspieler)
Johann Josef „Hans“ Zehetner (* 4. September 1912 in Wien; † 29. Dezember 1942) war ein österreichischer Feldhandballspieler.

## Biografie
Zehetner gehörte bei den Olympischen Sommerspielen 1936 in Berlin der österreichischen Handballauswahl an, die im Feldhandball die Silbermedaille gewann.